# Nationalpark Braslauer Seen

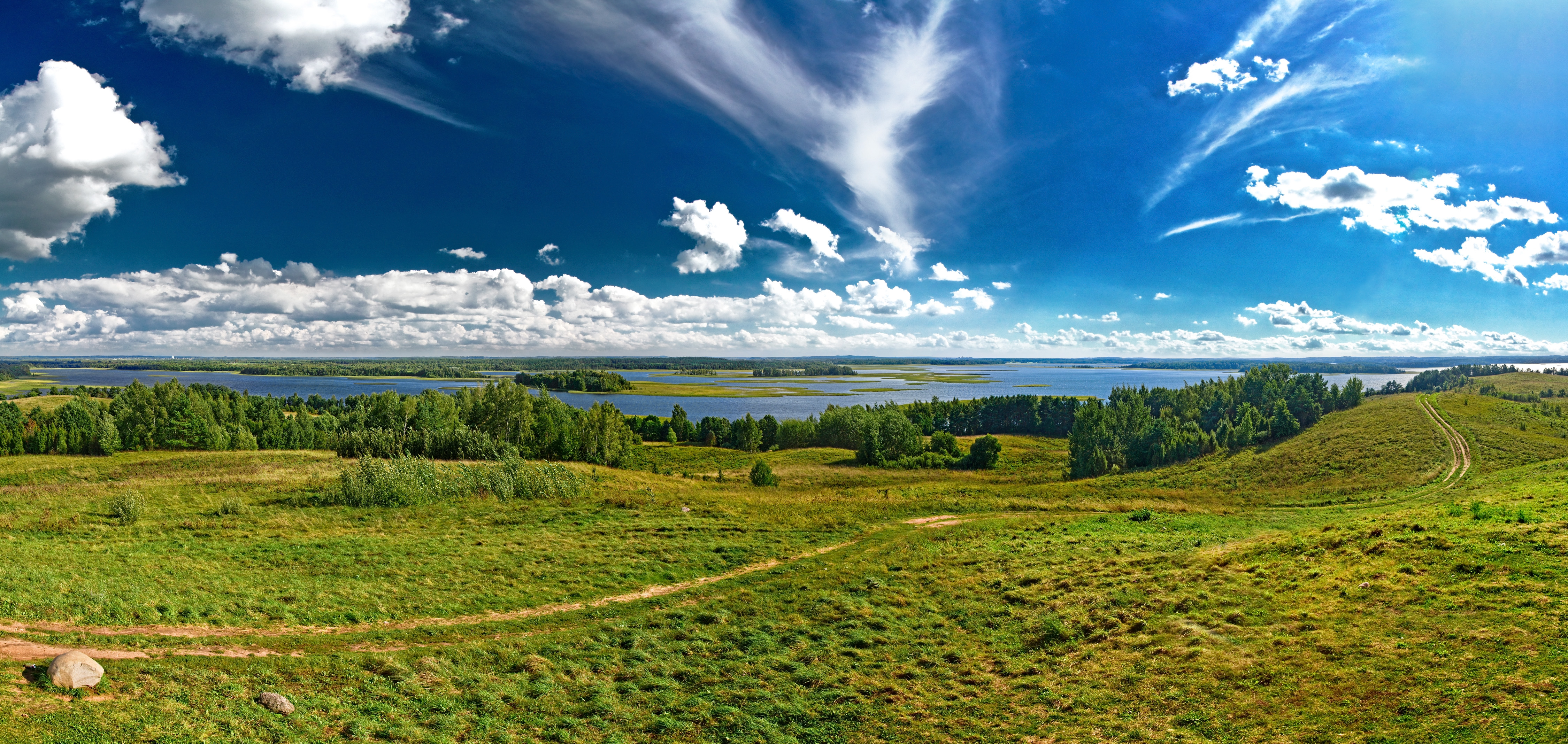
Strustasee

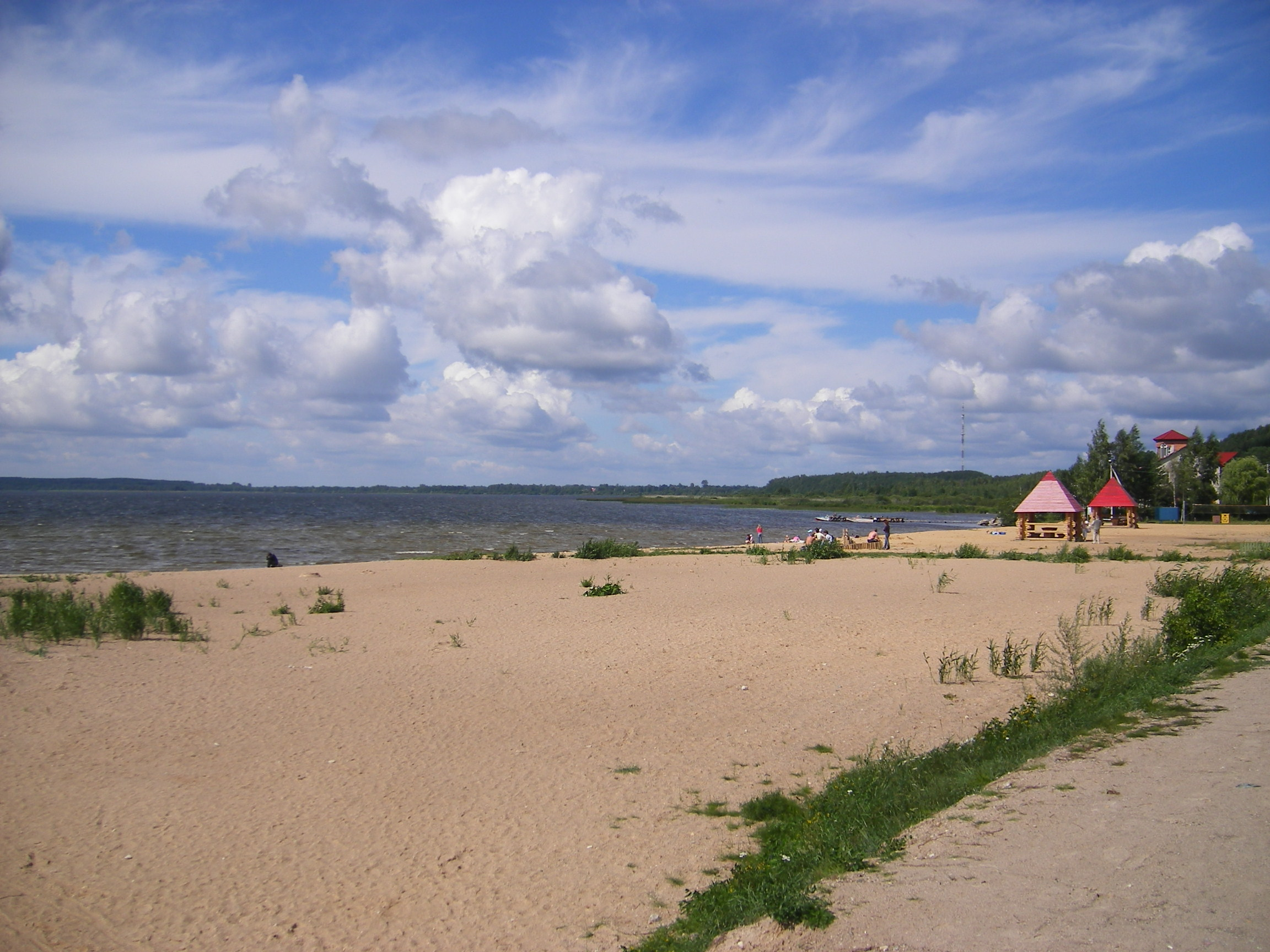
Dryvyatysee

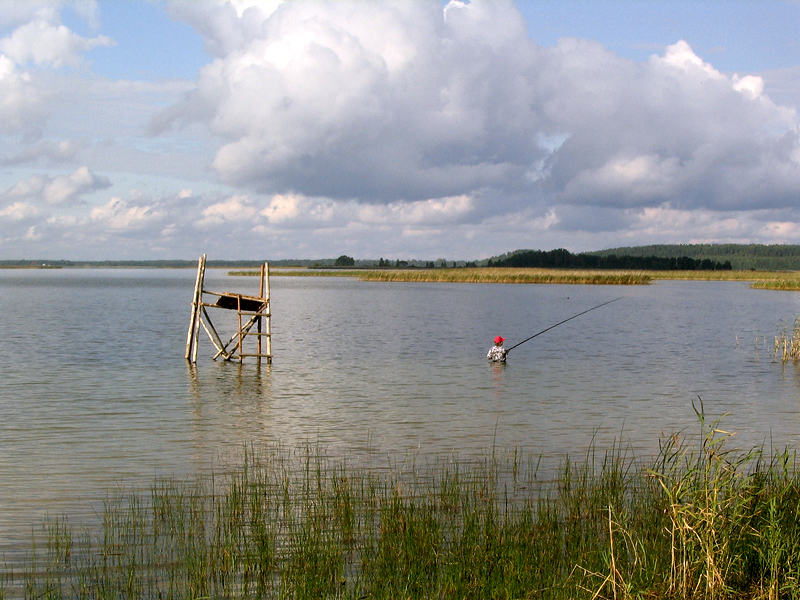
Snudysee

Der Nationalpark Braslauer Seen (belarussisch Браслаўскія азёры Braslawskiya azyory; russisch Браславские озёра Braslavskiye ozyora) ist einer der vier Nationalparks in Belarus. Er ist rund 700 km² groß, wurde im September 1995 gegründet und liegt im Verwaltungsbezirk Wizebsk.
Den Park bildet ein Ökosystem mit einer Reihe von Seen und einer großen Fläche von Kiefernwäldern. Das Gebiet hat eine Gesamtfläche von ca. 700 km². Im Park liegen 30 Seen. Die drei größten Seen sind Drywjaty (fünftgrößter des Landes), Snudy (neuntgrößter im Land) und Strusta (sechzehntgrößter im Land). 1900 Pflanzenarten wurden im Park kartiert, 216 Vogelarten (85 % in Belarus brütend) und 45 Säugetierarten.
Der Nationalpark befindet sich in der Nähe des Ortes Braslau, der namensgebend war.